# Schottische Badmintonmeisterschaft 2016
Die Schottische Badmintonmeisterschaft 2016 fand vom 5. bis zum 7. Februar 2016 in Perth statt.

## Medaillengewinner
| Disziplin    | Gold                           | Silber                             | Bronze                             |
| ------------ | ------------------------------ | ---------------------------------- | ---------------------------------- |
| Herreneinzel | Matthew Carder                 | Gordon Thomson                     | Ben Torrance                       |
| Herreneinzel | Matthew Carder                 | Gordon Thomson                     | Andrew Gilliland                   |
| Dameneinzel  | Kirsty Gilmour                 | Julie MacPherson                   | Rachel Cameron                     |
| Dameneinzel  | Kirsty Gilmour                 | Julie MacPherson                   | Toni Woods                         |
| Herrendoppel | Robert Blair Adam Hall         | Martin Campbell Patrick MacHugh    | Alexander Dunn Josh Neil           |
| Herrendoppel | Robert Blair Adam Hall         | Martin Campbell Patrick MacHugh    | Thomas Bethell Gordon Thomson      |
| Damendoppel  | Rebekka Findlay Kirsty Gilmour | Julie MacPherson Eleanor O’Donnell | Frances Heslop Viktoria Tsvetanova |
| Damendoppel  | Rebekka Findlay Kirsty Gilmour | Julie MacPherson Eleanor O’Donnell | Kirsten Geals Victoria Wan         |
| Mixed        | Robert Blair Imogen Bankier    | Martin Campbell Julie MacPherson   | Josh Neil Rebekka Findlay          |
| Mixed        | Robert Blair Imogen Bankier    | Martin Campbell Julie MacPherson   | Adam Hall Eleanor O’Donnell        |